# Грібова
Грібова (рум. Gribova) — село у Дрокійському районі Молдови. Утворює окрему комуну.

## Населення
За даними перепису населення 2004 року у селі проживали 2175 осіб.
Національний склад населення села:
| Національність       | Кількість осіб | Відсоток   |
| -------------------- | -------------- | ---------- |
| молдавани румуни     | 1994 10        | 91,7% 0,5% |
| цигани               | 81             | 3,7%       |
| українці             | 56             | 2,6%       |
| росіяни              | 22             | 1,0%       |
| гагаузи              | 5              | 0,2%       |
| інша / без відповіді | 7              | 0,3%       |
| Всього               | 2175           | 100%       |